# Open d'Irlande du Nord de snooker
Ne pas confondre avec le trophée d'Irlande du Nord, tournoi de snooker disparu en 2008.
L'Open d'Irlande du Nord de snooker (en anglais Northern Ireland Open) est un tournoi de snooker créé en 2016 se déroulant en Irlande du Nord. Lors de la première édition, il est parrainé par le groupe Gala Coral (en), opérateur britannique de paris, de bingo et de casino. Depuis, il change de sponsor tous les ans. Cette compétition figure dans la catégorie de tournois classés (comptant pour le classement mondial).

## Historique
Le tournoi se présente comme la deuxième épreuve d'un nouvel ensemble, appelé Home Nations Series, de quatre tournois britanniques inscrits au programme de chaque saison de snooker. Ces série commencent en octobre avec l'Open d'Angleterre, se poursuivent donc en novembre avec l'Open d'Irlande du Nord puis continuent en décembre avec l'Open d'Écosse et se terminent au mois de février suivant par l'Open de pays de Galles,.
La première édition s'est tenue au Titanic Exhibition Centre de Belfast. La victoire est symbolisée par le « trophée Alex Higgins  », nommé ainsi en souvenir du double champion du monde nord-irlandais décédé en 2010.
La première édition est remportée par l'Anglais Mark King qui gagne son premier titre classé et met ainsi fin à une attente de plus de 25 ans.
La finale de 2017 est entrée dans l'histoire du snooker puisque Yan Bingtao est devenu le plus jeune joueur à atteindre une finale de classement. Yan a failli battre le record de Ronnie O'Sullivan du plus jeune joueur à gagner une épreuve de classement, qui tenait depuis 24 ans, mais il s'est incliné de justesse face à Mark Williams (9-8), après avoir mené 8-7. Cette finale présente également l'un des plus grands écarts d'âge entre les deux finalistes, Williams ayant presque 25 ans de plus que Yan. En outre, Yan est également devenu le premier joueur né dans les années 2000 à atteindre la finale d'un tournoi de classement.
Les trois éditions de 2018 à 2020 voient s'affronter Judd Trump et Ronnie O'Sullivan en finale. Le premier s'impose coup sur coup, sur un score demeuré identique de 9 manches à 7.
Mark Allen remporte son open national en 2021 en battant John Higgins en manche décisive et réalise un break maximum. Il qualifie cet exploit comme l'un des plus beaux moments de sa carrière.
Judd Trump remporte ce tournoi pour la quatrième fois en 2023 face à Chris Wakelin. Il s'agit d'une série en cours de vingt matchs sans défaite pour Trump, qui s'adjuge alors un troisième tournoi consécutif au calendrier, prouesse qui n'avait pas été réalisée que par une poignée de légendes du snooker. Depuis son introduction au calendrier en 2016, seuls des joueurs gauchers ont été victorieux à l'Open d'Irlande du Nord. Kyren Wilson met un terme à cette série en 2024.

## Palmarès
| Année | Ville         | Vainqueur      | Finaliste         | Score | Saison    |
| ----- | ------------- | -------------- | ----------------- | ----- | --------- |
| 2016  | Belfast       | Mark King      | Barry Hawkins     | 9-8   | 2016-2017 |
| 2017  | Belfast       | Mark Williams  | Yan Bingtao       | 9-8   | 2017-2018 |
| 2018  | Belfast       | Judd Trump     | Ronnie O'Sullivan | 9-7   | 2018-2019 |
| 2019  | Belfast       | Judd Trump (2) | Ronnie O'Sullivan | 9-7   | 2019-2020 |
| 2020  | Milton Keynes | Judd Trump (3) | Ronnie O'Sullivan | 9-7   | 2020-2021 |
| 2021  | Belfast       | Mark Allen     | John Higgins      | 9-8   | 2021-2022 |
| 2022  | Belfast       | Mark Allen (2) | Zhou Yuelong      | 9-4   | 2022-2023 |
| 2023  | Belfast       | Judd Trump (4) | Chris Wakelin     | 9-3   | 2023-2024 |
| 2024  | Belfast       | Kyren Wilson   | Judd Trump        | 9-3   | 2024-2025 |

## Bilan par pays
| Pays            | Joueurs | Total | Premier titre | Dernier titre |
| --------------- | ------- | ----- | ------------- | ------------- |
| Angleterre      | 3       | 6     | 2016          | 2024          |
| Irlande du Nord | 1       | 2     | 2021          | 2022          |
| Pays de Galles  | 1       | 1     | 2017          | 2017          |